# Пътно строителство
Пътното строителство е широко понятие, което описва и събира редица процеси, свързани с изграждането на пътища и пътна инфраструктура. В този смисъл, твърде ограничаващо е пътното строителство да се свежда само до процеса на асфалтиране.
Пътното строителство се отнася както за извънградски пътища и пътни възли от различен клас, така и за улици, булеварди и кръстовища в населените места.
Пътното строителство има и тясна връзка с аеродрумното строителство – писти за излитане и кацане, както и прилежащите пътища за рулиране и престой на самолетите.
В по тесен смисъл, пътното строителство може да се отнася както към изграждането на напълно нова инфраструктура, така и към ремонтирането и преустройството, но и поддръжката на съществувата пътна мрежа.
При изграждането на нова инфраструктура, пътното строителството стъпва върху следните видове дейности:
- Геодезически работи;
- Земни работи, в това число изкопи, насипи за изграждане земно тяло на пътя;
- Полагане на конструкцията на пътната настилка;
- Пътно обезопасяване – еластични огради (мантинели), предпазни огради и др.;
- Маркировка и сигнализация (пътни знаци, табели за посоките, светофари и т.н.)
- Съоръжения (водостоци, мостове, тунели, подлези и др.);
- Инженерни мрежи (подземни комуникации, ВиК, далекопроводи и др.)

При ремонтирането на съществуваща инфраструктура, пътното строителство засяга основно пътната настилка и пътната сигнализация, но може и да се разшири и до работи по земното легло, пътните съоръжения и др.
В гъсто населените места, пътното строителство е тясно свързано със заобикалящата го среда. В този случай е често срещано към основните изисквания за носимоспособност на пътната настилка, да се добавят и естетически изисквания за придаване на по-приветлив вид на градската среда. За целта, в тази част е необходимо и участието на ландшафтни архитекти и урбанисти.
Що се отнася за полагането на пътни настилки, Пътищата и улиците най-често имат асфалтово или бетоново покритие, което се нарича асфалтобетон (циментобетон). Той се произвежда от машини, които се наричат асфалтови смесители. По различни рецепти се произвеждат различни асфалтови смеси и бетонови смеси. Произведеният асфалт се полага от машини, които се наричат асфалтополагачи. За постигане на високо качество и равност, те използват специална електроника.
Положеният асфалт се обработва от валяци, които са с различно тегло и конструкция, като по този начин се постига максимално уплътнение и равност.
В пътното строителство се използва различна строителна техника. Пътната фреза служи за коригиране на асфалтови или бетонови покрития. Фрезите са с различна ширина, мощност и тегло. Съвременните фрези са с компютърно управление и голяма производителност.